# Wąwelno
Wąwelno – wieś w Polsce położona w województwie kujawsko-pomorskim, w powiecie sępoleńskim, w gminie Sośno.
W latach 1975–1998 miejscowość administracyjnie należała do województwa bydgoskiego. Według Narodowego Spisu Powszechnego (III 2011 r.) liczyła 529 mieszkańców. Jest drugą co do wielkości miejscowością gminy Sośno.
Wąwelno jest siedzibą rzymskokatolickiej parafii św. Marii Magdaleny.

## Kościół
Późnobarokowy kościół pw. śś. Filipa, Jakuba i Marii Magdaleny pochodzi z 1758 r., w latach 1963-1965 został gruntownie odnowiony. Fundatorem kościoła był skarbnik wschowski Stanisław Wałdowski ze Słupi, a jego budowniczym Dawid Fecel z Chojnic.
Rokokowy wystrój wnętrza pochodzi z okresu budowy kościoła. Sklepienie prezbiterium i sufitu nawy głównej pokryte jest dekoracją stiukową, składającą się z plafonów o oryginalnym wykroju. Murowany chór wsparty jest na trzech arkadach.

## Pałac
W Wąwelnie znajduje się neoklasycystyczny pałac z 1892 r. Zbudowano go na miejscu wcześniejszego dworu dla Adolfa Frenzla, właściciela majątku w latach 1875-1897. Na elewacji budynku zachowała się w znacznym stopniu bogata dekoracja architektoniczna.
W latach międzywojennych pałac i majątek były własnością Kazimierza Morawskiego – profesora Uniwersytetu Jagiellońskiego. Po 1945 r. został przejęty przez skarb państwa, a w 1960 r. przekazany PGR-owi Wąwelno na mieszkania pracownicze i pomieszczenia biurowe. Po likwidacji PGR został przejęty przez jego następcę – zakład rolny Farmer. Obecnie pozostaje w gestii Agencji Nieruchomości Rolnych Skarbu Państwa. Użytkowane jest nadal jedno mieszkanie i pomieszczenie biurowe.
Pałac jest oddzielony od folwarku pasem zieleni i ogrodzeniem. Od wschodu przylega do niego zaniedbany park krajobrazowy z licznymi okazami starodrzewia. Część zabudowań gospodarczych została wykupiona przez posła Wojciecha Mojzesowicza, pozostałe wraz z gorzelnią ulegają postępującej dewastacji.

## Galeria

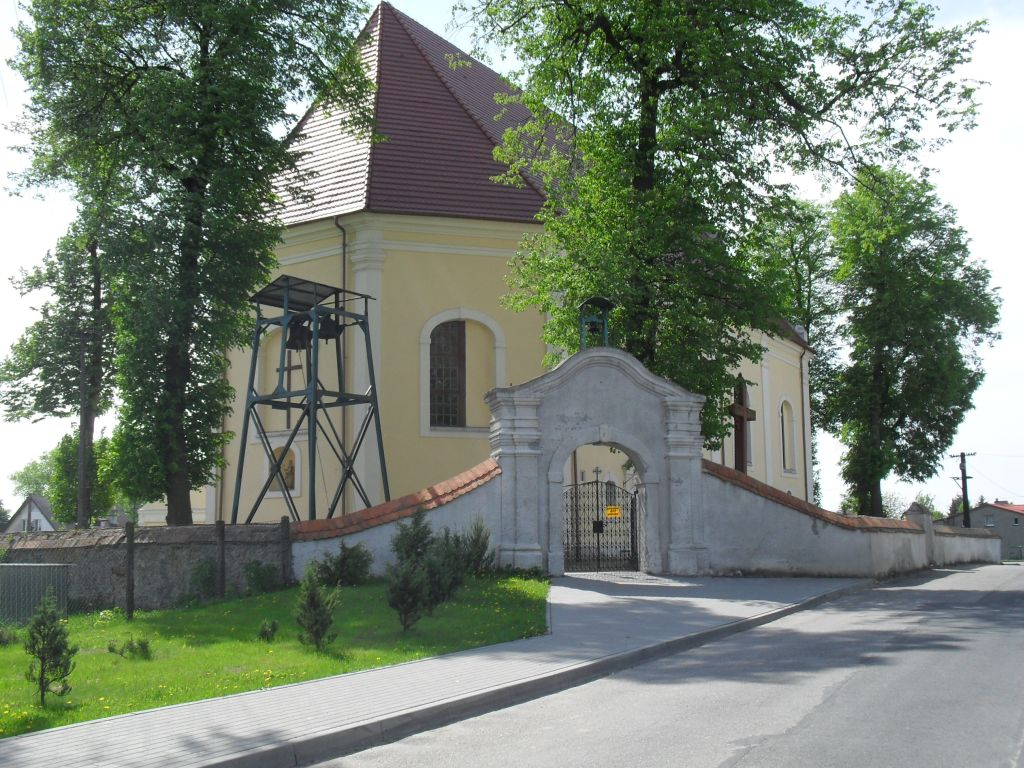
dzwonnica
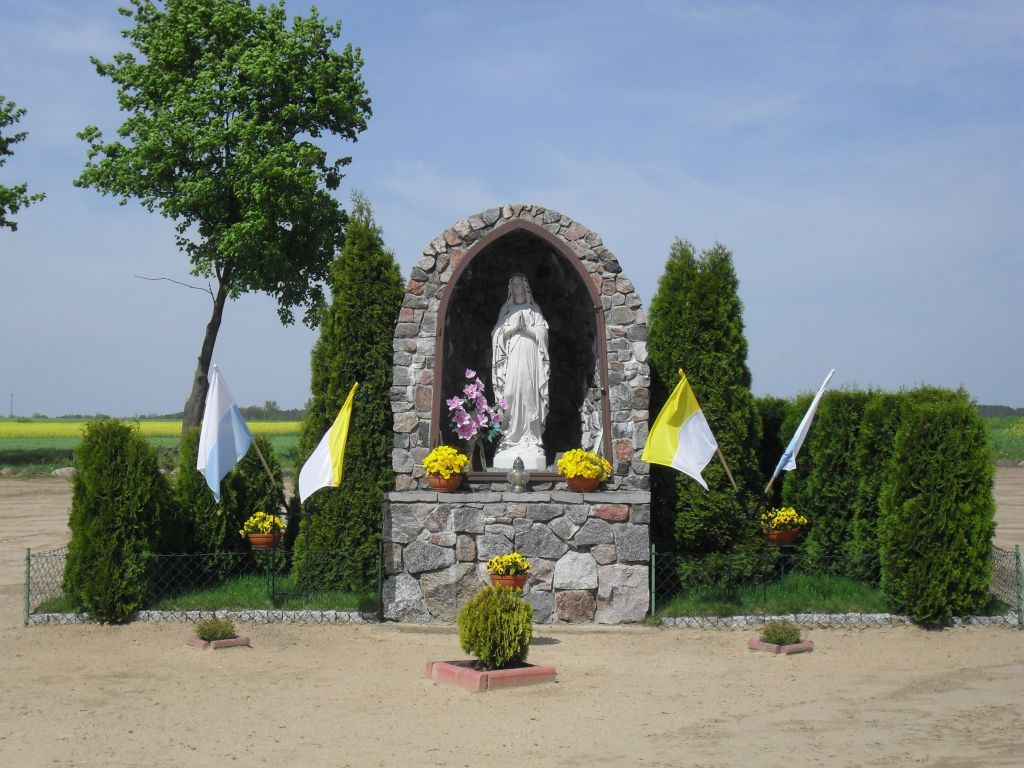
kapliczka na przykościelnym parkingu
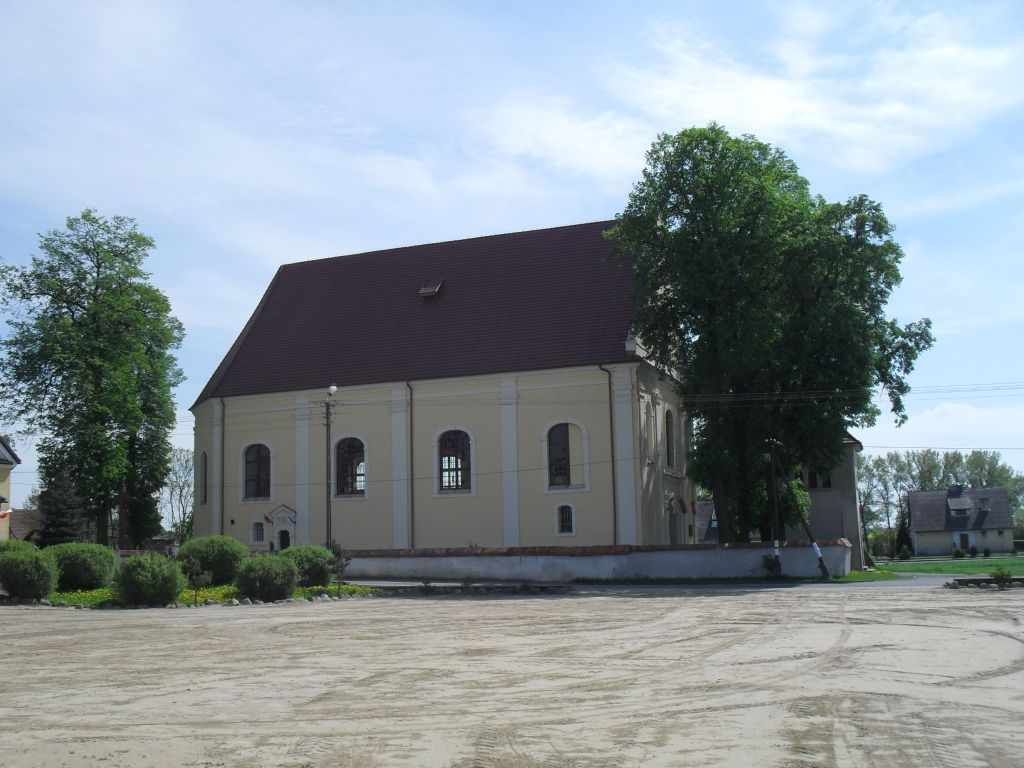
kościół
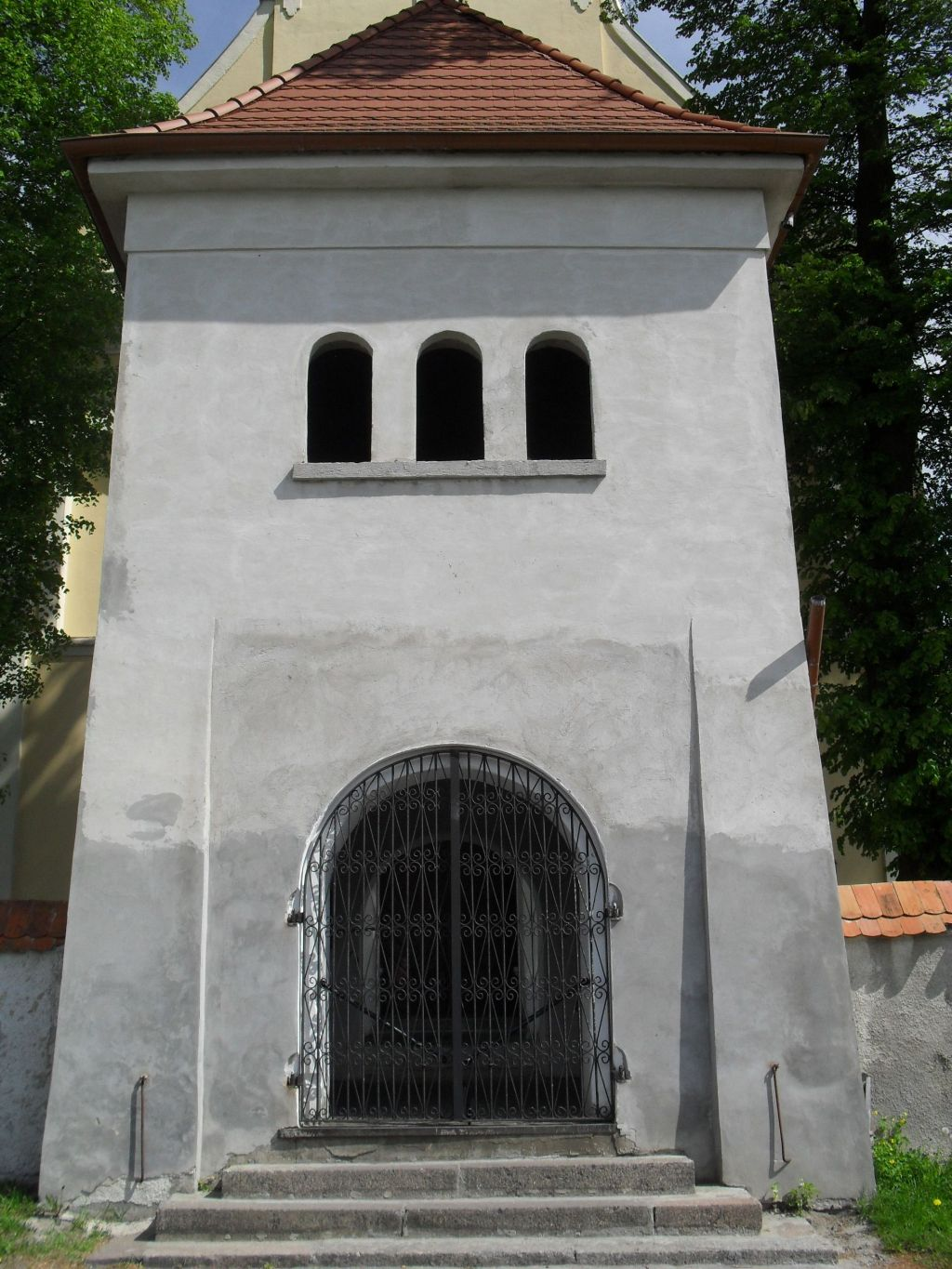
brama przykościelna
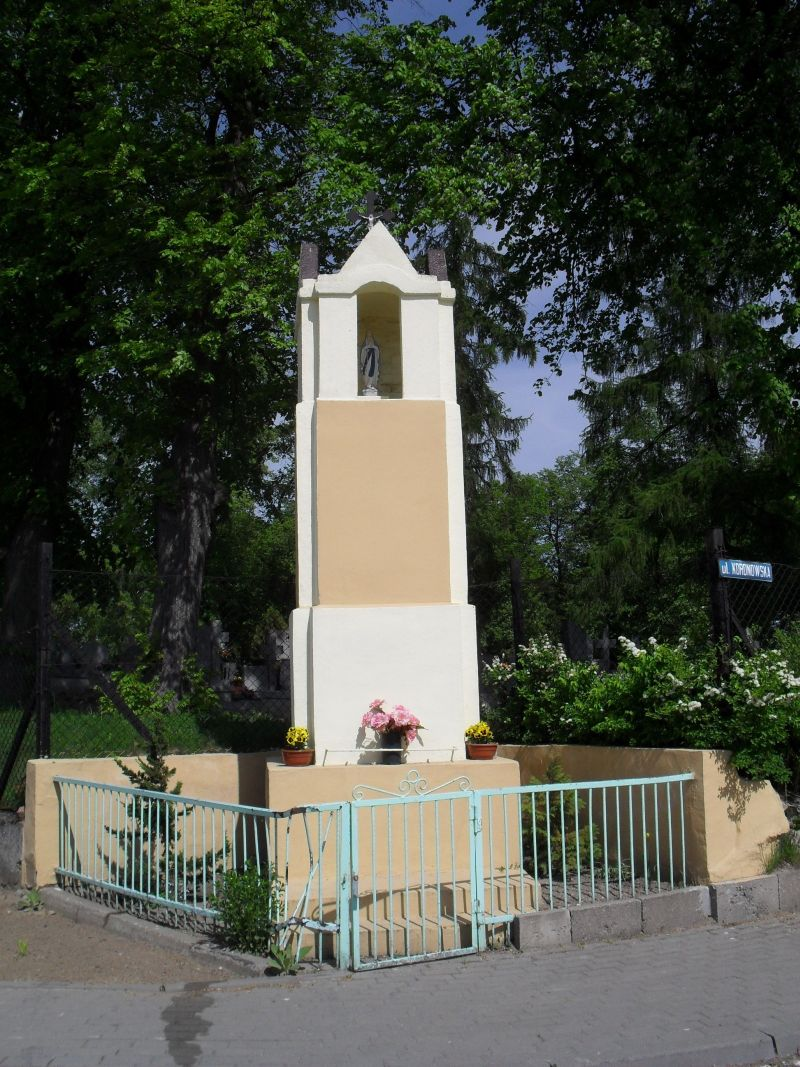
przydrożna kapliczka
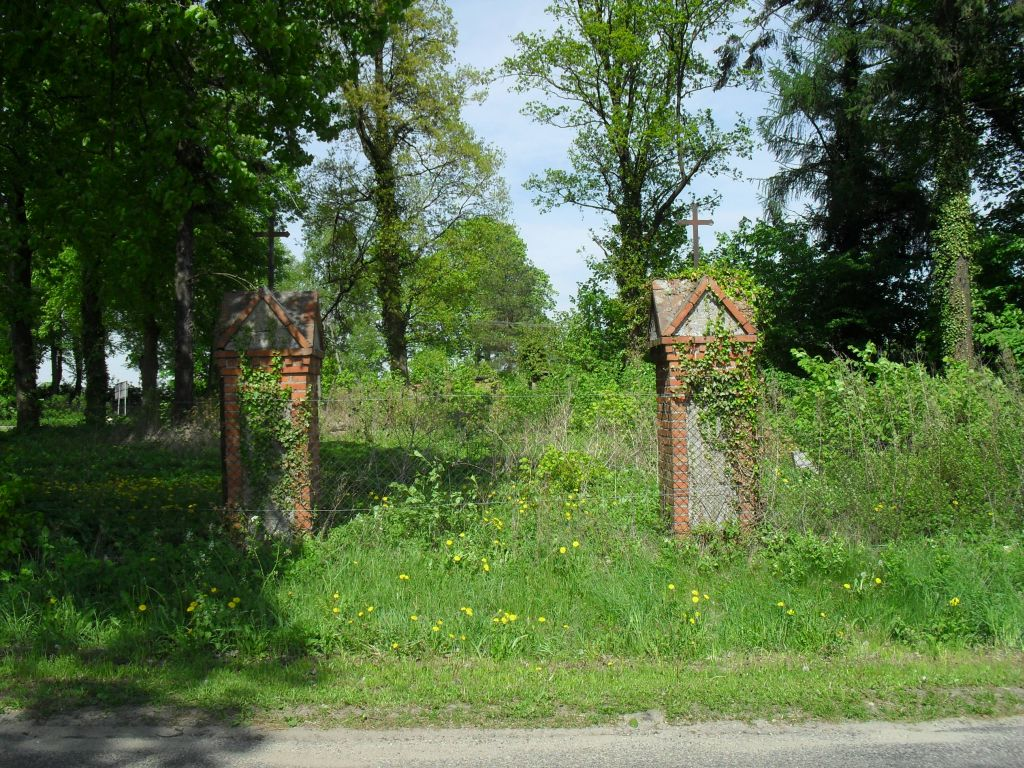
cmentarz ewangelicki